# França
|  | Per a altres significats, vegeu «Françoaldo Sena de Souza». |

França (francès: France  fʁɑ̃s (?·pàg.)), oficialment la República Francesa (francès: République française [ʁe.py.blik⋅fʁɑ̃.sɛz]), és un estat constituït per una metròpoli i per territoris d'ultramar. És l'estat més gran de la Unió Europea; a l'Europa occidental, limita a l'oest amb l'oceà Atlàntic; al nord amb el canal de la Mànega, el pas de Calais –que la separa del Regne Unit– i la mar del Nord; a l'est amb Bèlgica, Luxemburg, Alemanya, Suïssa i Itàlia, i al sud amb Andorra, Espanya, Mònaco i la mar Mediterrània. Abasta 543,801 km² i té una població total de 66,7 milions de persones. És una república semipresidencialista unitària que es divideix en 18 regions, amb capital a París, la ciutat més gran del país i el principal centre cultural i comercial. La França Europea inclou igualment l'illa mediterrània de Còrsega, al nord de l'illa italiana de Sardenya. Els anomenats territoris d'ultramar, repartits arreu del món, es componen de nombroses illes i enclavaments continentals, com ara la Guaiana Francesa, l'illa de la Reunió o els Terres Australs i Antàrtiques Franceses.
Durant l'edat del ferro, el que avui és la França metropolitana va ser habitada pels gals, un poble celta. L'àrea va ser annexada al 51 aC per Roma, i el territori va portar el nom de Gàl·lia fins al 486, quan els francs germànics van conquerir la regió i van formar el Regne de França. Amb la seva victòria a la Guerra dels Cent Anys (1337-1453), França va esdevenir una gran potència europea en la baixa edat mitjana, enfortint la construcció de l'Estat i la centralització política. Durant el Renaixement, la cultura francesa va florir i es va establir un imperi colonial global, que al segle xx seria el segon més gran del món. Al segle xvi va ser dominada per guerres civils religioses entre catòlics i protestants (hugonots). França es va convertir en el poder cultural, polític i militar dominant l'Europa en temps de Lluís XIV. A l'acabament del segle xviii, la revolució francesa va enderrocar la monarquia absoluta; va establir una de les primeres repúbliques de la història moderna i va redactar la Declaració dels Drets de l'Home i del Ciutadà, que expressa els ideals de la nació actuals.
Al segle xix Napoleó va obtenir el poder i va establir el Primer Imperi Francès. Després del col·lapse de l'Imperi, França va patir una successió de governs tumultuosos que van culminar amb l'establiment de la Tercera República Francesa el 1870. França va ser un participant important en la Primera Guerra Mundial, de la qual va sortir victoriós, i va ser una de les potències aliades en la Segona Guerra Mundial, malgrat ser ocupada per les potències de l'Eix el 1940. Després de l'alliberament el 1944, es va establir la Quarta República i va ser posteriorment dissolta en el curs de la guerra d'Algèria. La Cinquena República, dirigida per Charles de Gaulle, es va formar el 1958 i es manté fins avui en dia. Algèria i gairebé totes les altres colònies van obtenir la seva independència en la dècada del 1960 amb la mínima controvèrsia, i en general conserven estretes relacions econòmiques i militars amb França.
França ha estat durant molt temps un centre mundial de l'art, la ciència i la filosofia. És el quart país amb més monuments declarats Patrimoni de la Humanitat a Europa per la UNESCO i rep al voltant de 83 milions de turistes estrangers a l'any, més que qualsevol altre país del món. França és un país desenvolupat amb la sisena economia més gran del món per PIB nominal i el novè més gran per paritat de poder adquisitiu. En termes de la riquesa total de les llars, ocupa el quart lloc del món. França s'exerceix bé en les classificacions internacionals d'educació, salut, esperança de vida i desenvolupament humà. França roman una gran potència al món; és membre fundador de les Nacions Unides, on és un dels cinc membres permanents del Consell de Seguretat de l'ONU, i membre fundador de la Unió Europea (UE). També és membre del Consell d'Europa, formava part de l'Organització per a la Cooperació i el Desenvolupament Econòmic (OCDE), de la Francofonia i del Grup dels vuit (G8). Militarment, és membre de l'Organització del Tractat de l'Atlàntic Nord (OTAN).

## Geografia

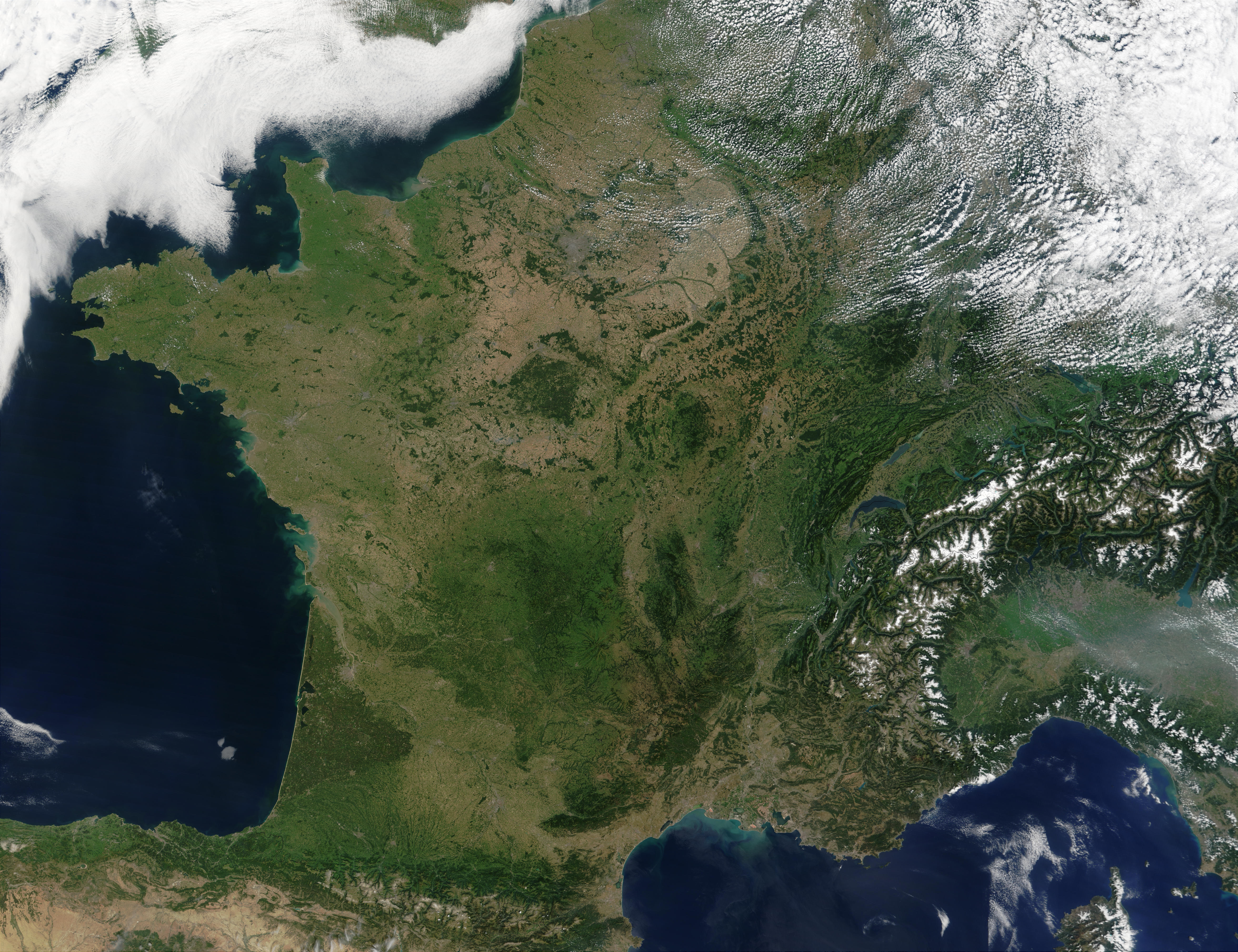
França a vista de satèl·lit.

### Geografia física
La part europea de França és la França metropolitana i està situada en una de les extremitats occidentals d'Europa. Limita amb la mar del Nord al nord, amb el canal de la Mànega al nord-oest, amb l'oceà Atlàntic a l'oest i amb la mar Mediterrània al sud-est. Políticament, fa frontera amb Bèlgica i Luxemburg al nord-est, amb Alemanya i Suïssa a l'est, amb Itàlia i Mònaco al sud-est, i amb Espanya i Andorra al sud-oest. Les fronteres meridionals i orientals del país corresponen als massissos muntanyosos dels Pirineus, els Alps i el Jura; la frontera nord-est correspon amb el riu Rin, mentre que la resta de fronteres no corresponen a cap element natural. La França metropolitana comprèn diverses illes, incloses Còrsega i les illes costaneres. Es troba entre les latituds 42° 19'46 "N i 51° 5'47" N i entre les longituds 4°46' O i 8°14'42" E i, per tant, es troba dins de la zona temperada del nord. La part continental cobreix al voltant de 1000 km de nord a sud i d'est a oest.
França també es compon de molts territoris fora del continent europeu, anomenats territoris d'ultramar, la qual cosa li permet estar present en tots els oceans del món excepte l'oceà Àrtic. Aquests territoris tenen diferents estatuts de l'administració territorial francesa i es troben a:
- L'Amèrica del Nord: la col·lectivitat territorial de Saint-Pierre i Miquelon.
- El Carib: Els departaments de Guadeloupe i Martinica i les col·lectivitats territorials de Saint Barthélemy i Saint-Martin (Antilles Franceses).
- L'Amèrica del Sud: El departament de la Guaiana Francesa.
- L'oceà Índic occidental: El departament de la Reunió i la col·lectivitat departamental de Mayotte.
- L'oceà Pacífic: la col·lectivitat territorial de Wallis i Futuna, el país d'ultramar de la Polinèsia Francesa i la col·lectivitat sui generis de Nova Caledònia.
- L'Antàrtida i l'oceà Índic meridional: Les Terres Australs i Antàrtiques Franceses.

Mapa físic simplificat de França.

França és fronterera amb el Brasil i Surinam a la Guaiana Francesa, i també amb els Països Baixos a través de la part francesa de Sant Martí. El territori europeu de França cobreix 551.500 km², que el converteixen en l'estat més gran de la Unió Europea. La superfície total de França, amb els seus departaments i territoris d'ultramar (amb exclusió de la Terra Adèlia), és de 643,801 km², el 0,45% de la superfície total de la Terra. França posseeix una àmplia varietat de paisatges; des de les planes costaneres al nord-oest a les serralades dels Alps al sud-est, el massís Septentrional al sud i els Pirineus al sud-oest.
Deixant de banda els territoris d'ultramar, França ha duplicat la seva superfície inicial al llarg de la seva història annexionant-se alguns territoris dels voltants mitjançant tractats o conquestes, d'entre els quals destaca la totalitat d'Occitània, situada al sud de França, que representa la conquesta més important. Altres antigues regions històriques que són part de França són la Bretanya, Arpitània, Alsàcia i Lorena i Còrsega. Una part de Catalunya també roman actualment sota administració francesa d'ençà del 1659; l'anomenada Catalunya del Nord, situada a l'extrem sud-est de l'Estat; així com una part del País Basc a l'extrem sud-oest.
A causa dels seus nombrosos departaments i territoris d'ultramar dispersos en gairebé tots els oceans del planeta, França posseeix la segona zona econòmica exclusiva (ZEE) més gran del món, que abasta 11.035.000 km², just darrere de la ZEE dels Estats Units (11.351.000 km²), i davant de la ZEE d'Austràlia (8.148.250 km²). La seva ZEE cobreix aproximadament el 8% de la superfície total de totes les ZEE del món.
Amb 4.810,45 metres sobre el nivell del mar, el Mont Blanc, situat als Alps a la frontera entre França i Itàlia, és el punt més elevat de França, de la Unió Europea i de l'Europa occidental. França també té extensos sistemes fluvials, com el Sena, el Loira, la Garona i el Roine, que divideix el massís central dels Alps i desemboca a la mar Mediterrània a la Camarga. Còrsega es troba davant la costa mediterrània.

#### Geologia, orografia i hidrografia

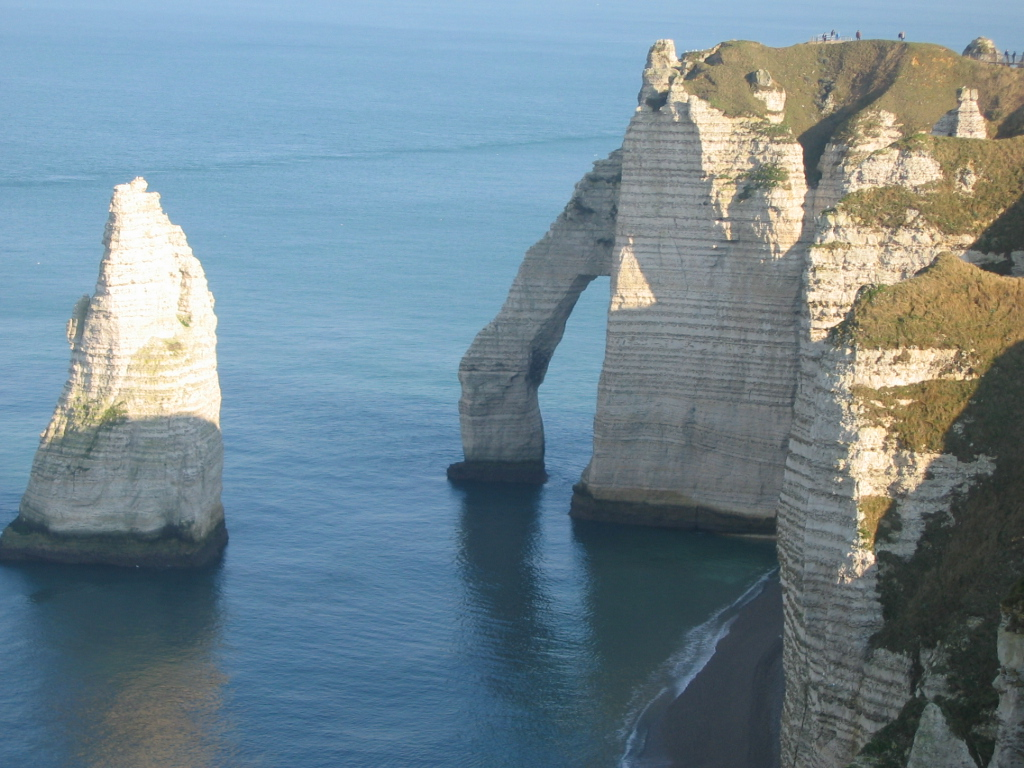
Penya-segats prop d'Étretat, a la Normandia.

La França metropolitana compta amb una àmplia varietat de conjunts topogràfics i paisatges naturals. Gran part del territori actual de França va sorgir durant diversos episodis tectònics com l'aixecament varisc a l'era Paleozoica. Les muntanyes dels Alps, els Pirineus i el Jura són al seu torn molt més joves i tenen formes menys erosionades -el pic més elevat dels Alps, el Mont Blanc, fa 4.809 metres sobre el nivell del mar-. Tot i que el 60% dels municipis estan classificats com a propensos a tenir riscos sísmics, els terratrèmols no són gaire habituals a França. Aquests massissos delineen diverses conques sedimentàries, inclosa la conca d'Aquitània al sud-oest i la conca de París, al nord. A més, diverses vies naturals, com ara la vall del Roine, permeten una fàcil comunicació entre localitats.
Les costes ofereixen paisatges contrastants: penya-segats (a la costa Blava, per exemple), els aiguamolls i les zones forestals de Sologne o les llargues platges sorrenques del Llenguadoc. El sistema fluvial de França s'organitza principalment al voltant de quatre grans rius i dos de menors: el Loire, el Sena, la Garona i el Roine, i el Mosa i el Rin - que a França te menys importància que a la resta d'Europa-. La conca francesa dels primers quatre rius correspon al 62% del territori metropolità. França compta amb 11 milions de quilòmetres quadrats d'aigües marines sota la seva jurisdicció, dins dels tres oceans dels quals el 97% són a ultramar.

### Biodiversitat i medi ambient

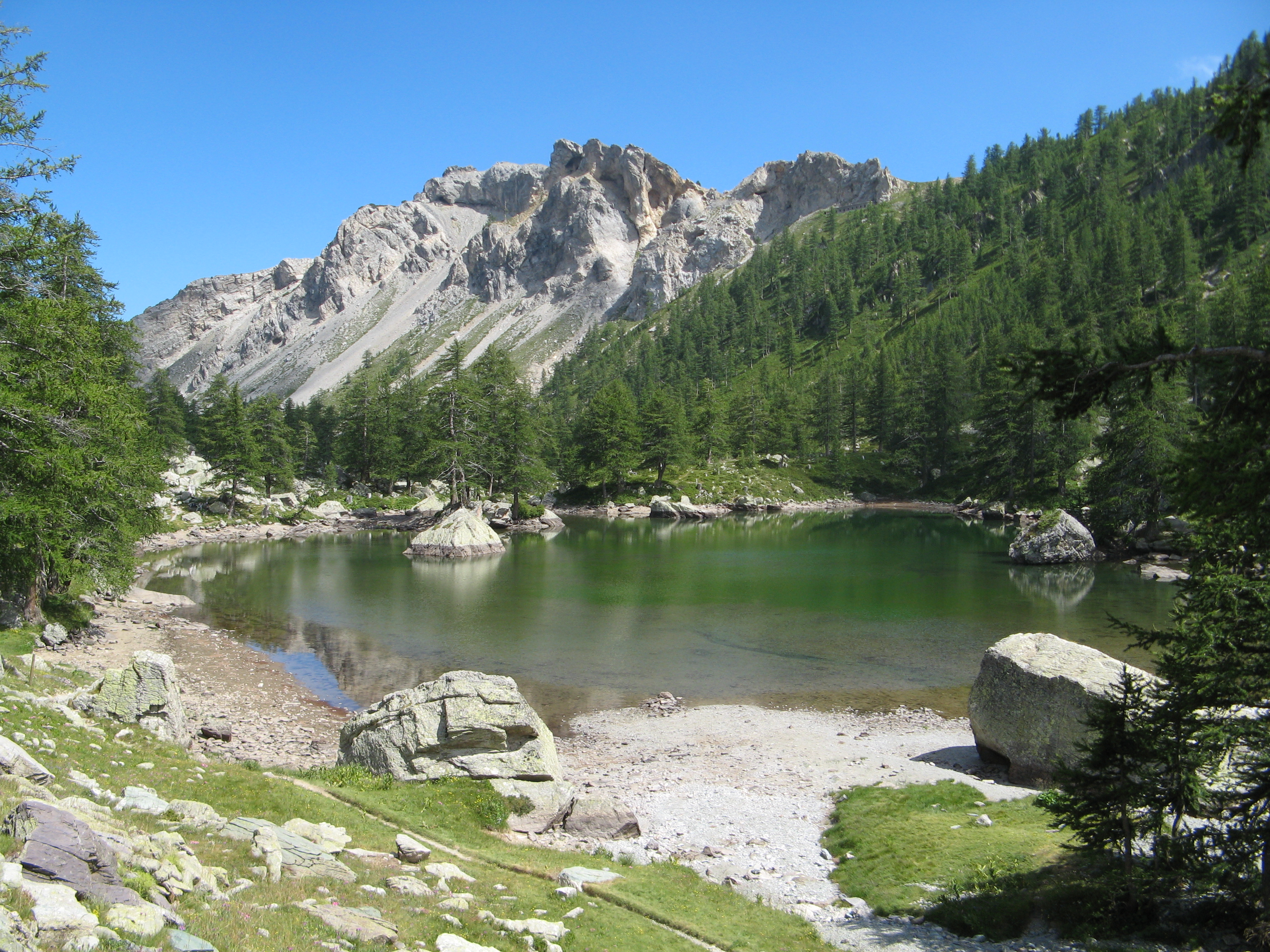
Bosc d'avets als Alps.

La majoria del territori metropolità de França correspon al bioma de bosc temperat de frondoses, encara que també hi ha el bosc temperat de coníferes als Alps i el bosc mediterrani al sud-est. La quantitat de cérvols en estat salvatge s'està incrementant gràcies a polítiques orientades amb aquest objectiu, a part que es garanteix la protecció de les espècies autòctones no domèstiques, amb la creació de parcs i reserves naturals, així com per la reintroducció d'espècies que van ser exterminades al país (l'os bru, el linx i el bisó europeu, entre d'altres).
A la França metropolitana hi ha 136 espècies d'arbres, cosa excepcional tractant-se d'un país europeu. Al país hi ha 9 parcs nacionals i 46 parcs naturals. Les espècies vegetals conreades per a consum humà directe i per a la producció agroindustrial ocupen grans espais de la superfície francesa, destacant la vinya i el blat entre moltes altres. Es practica una intensiva criança i explotació de bous, porcs, ovelles, cabres i cavalls. També abunden espècies menors com els conills i l'aviram.
La producció agropecuària representa un 56% (del qual les terres de cultiu són un 33%, les collites permanents un 3%, i les pastures permanents un 20%), la massa forestal el 28%, i «altres» el 16%. Els boscos s'estenen sobre la superfície de la França metropolitana fins a cobrir més de 140.000 km². Les zones especialment protegides conformen el 8% del territori nacional. El subsòl proporciona materials de construcció en abundància (grava, sorra, calç) i matèries primeres (caolí, talc, sofre, potassa), però és pobre en productes energètics i minerals. La Guaiana Francesa, per la seva banda, té el 90% del seu territori cobert per la selva tropical.

## Organització territorial
Les principals divisions administratives franceses són les regions, un total de 18 (de les quals 13 pertanyen a la França Europea). El següent tipus de divisió administrativa és el departament, un total de 101 (de les quals 5 són d'ultramar). La següent divisió administrativa és el districte o arrondissement, i n'existeixen 329. Els districtes se subdivideixen en 3879 cantons per motius administratius i electorals. Finalment, també els districtes són dividits en 36.571 municipis o communes.
Les regions, els departaments i els municipis són coneguts com a "col·lectivitats territorials" (collectivités territoriales), la qual cosa vol dir que els residents poden elegir els membres d'una assemblea local i un cap executiu, mentre que els districtes i els cantons són meres divisions administratives i/o electorals sense autonomia. Fins al 1940 els districtes també eren col·lectivitats territorials amb una assemblea local (el consell de districte), però van ser eliminades durant el règim de Vichy, i abolides en la Quarta República el 1946.
Tres comunes o municipis importants –París, Lió i Marsella– es divideixen en arrondissement o districtes municipals per a la seva administració territorial amb batlles locals i disposen d'una certa autonomia financera i administrativa al si del mateix consell municipal. El departament de París només es constitueix d'una sola comuna o municipi, i les quatre regions d'ultramar –Guadaloupe, Martinica, Guaiana Francesa i l'Illa de la Reunió– són constituïdes només per un departament. La regió de Còrsega, que comprèn dos departaments, té un estatut especial de col·lectivitat territorial lleugerament diferent de les altres regions europees (n'és considerat una, malgrat no ser una regió continental). Totes les regions, continentals o d'ultramar, són parts integrants de la Unió Europea.

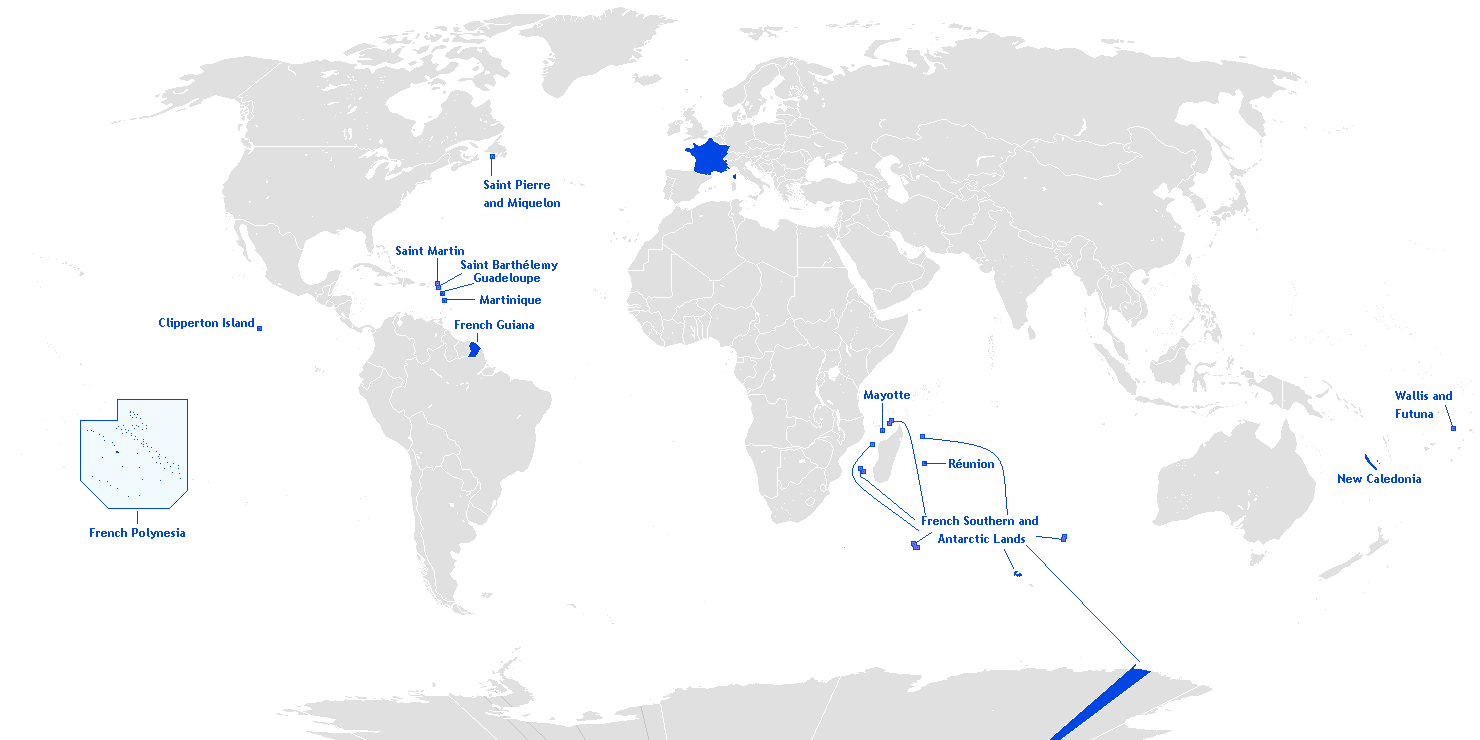
Dependències franceses a ultramar

Des de la promulgació de les lleis Defferre de 1982 i 1983, i les lleis Raffarin del 2003 i 2004, França s'ha constituït com un estat descentralitzat. La reforma constitucional de febrer del 2003 precisa que l'organització de la República és descentralitzada. La descentralització, que ve acompanyada en la seva primera etapa de la desconcentració, afavoreix l'aparició de poders locals veritables, encara que l'equilibri entre el poder central i local encara produeix debats. Per tant, França està immersa en un procés lent de devolució de poders administratius.
A més de les col·lectivitats territorials d'exercici ple –la comuna, el departament i la regió– també existeix un esglaó intermunicipal que exercirà a poc a poc més competències. De fet, les comunes o municipis han estat convidades a agrupar-se sota el règim de la mancomunitat que disposa d'ara endavant d'autonomia financera i fiscal, i d'una autoritat de persona moral i jurídica reconeguda. El 2006, 2.573 comunitats (comunitats de comunes o municipis, comunitats d'aglomeració i comunitats urbanes) han reconfigurat el territori nacional amb 90% del total de les comunes o municipis i el 85% de la població francesa. Algunes mancomunitats agrupen comunes de departaments o fins i tot de regions diferents. Algunes mancomunitats existeixen també amb col·lectivitats locals de països veïns, la qual cosa facilita la gestió d'equipaments comuns, principalment en matèria de transportació.
Un nou esglaó s'ha creat amb l'elaboració dels països, que agrupen comunes i mancomunitats en ens més grans per tal d'agrupar el conjunt de les comunes d'un territori en particular, fins i tot aquelles que són excloses de les mancomunitats ja existents.

### Demografia
Amb una població estimada de 64 milions, França és el 21è país més poblat del món. Les zones metropolitanes més poblades de França són París, Lió, Marsella, Tolosa, Lilla, Burdeus, Niça, Nantes Estrasburg i Rennes. França, ha tingut un creixement poblacional natural (que exclou la migració) superior a la majoria dels països de la Unió Europea i el 2003 va ser responsable de la immensa majoria del creixement natural del bloc.
El 2020 la taxa de natalitat estimada és d'1,78 fills per dona, el país més fecund d'Europa, per davant d'Irlanda que té 1,77. i la taxa de creixement poblacional de 0,574%. La taxa neta de migració estimada per al 2008 és positiva, d'1,48 migrants per 1.000 habitants. El 2006, l'Institut Nacional d'Estadística i d'Estudis Econòmics (INSEE, en francès), va estimar que 4,9 milions d'immigrants vivien a França, és a dir el 8% de la població. Ja que els nens nascuts de pares immigrants en sòl francès es consideren francesos, el nombre de ciutadans d'origen estranger és de 6,7 milions (segons l'estimació de 1999), és a dir el 10% de la població francesa.

## Etnografia
Des de temps prehistòrics, França ha estat un encreuament de comerç, migració i invasions. Quatre són els grups ètnics principals de França: precèltics, celtes, llatins i germànics (francs, visigots, burgundis i vikings). A més d'aquestes poblacions "històriques", nous pobles han immigrat a França des del segle xix: belgues, italians, espanyols, portuguesos, polonesos, romanesos, grecs, jueus de l'Europa Oriental i del Magrib, àrabs i amazics del Magrib, Afro-francesos i xinesos entre d'altres. S'estima que el 40% de la població francesa descendeix, en diverses proporcions, d'aquests grups migratoris, cosa que fa de França un dels estats més diversos ètnicament d'Europa, malgrat l'estereotip popular de França com a nació gal·la. No obstant la integració dels pobles europeus va ser més fàcil que no pas els pobles no-europeus, la qual cosa ha produït barreres culturals i discriminació social.

### Llengües

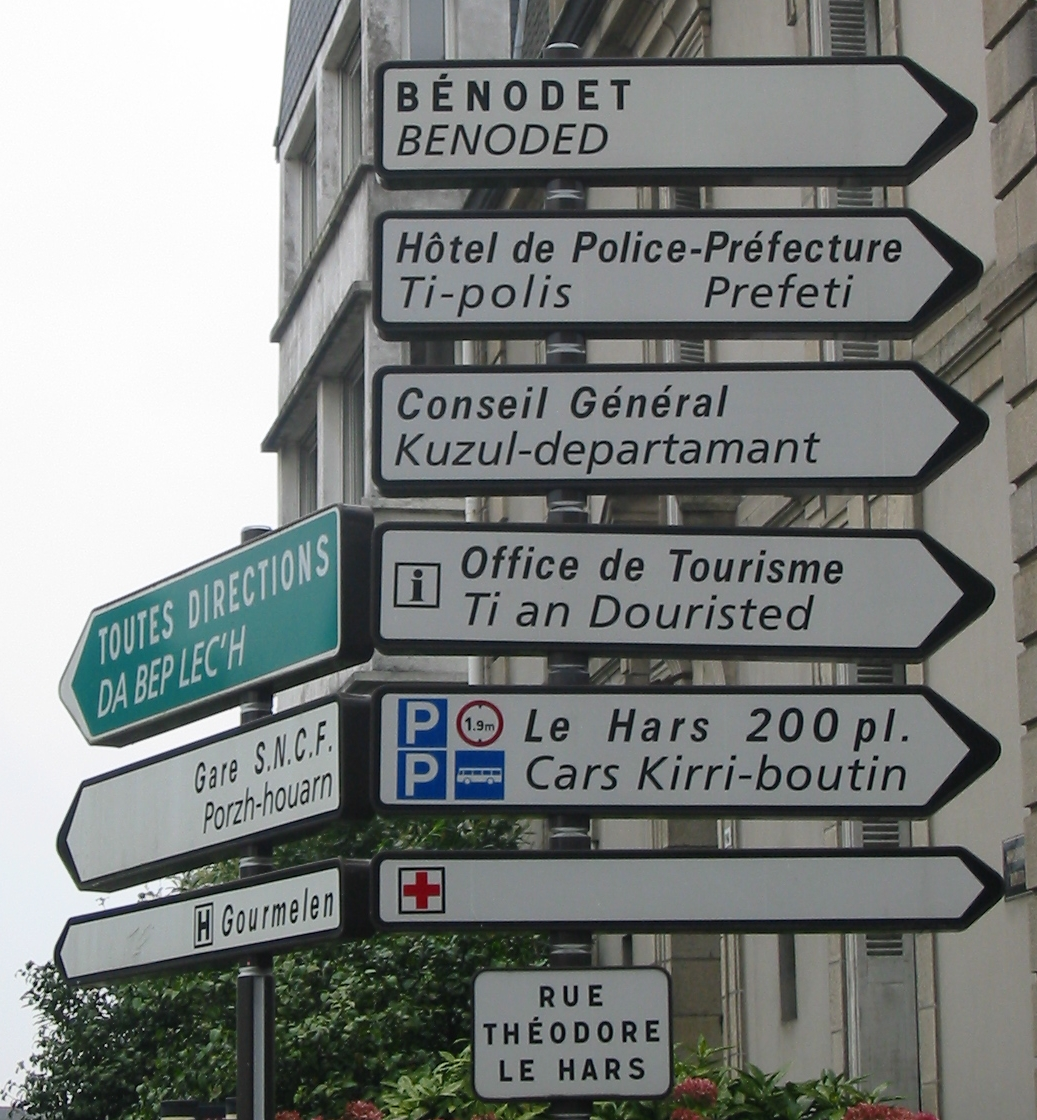
Senyals bilingües en francès i bretó, una llengua regional de França.

La llengua oficial de la República Francesa és el francès, i d'acord amb el segon article de la constitució francesa, el govern té l'obligació de comunicar-se principalment en francès. A més, tot i que segons la llei Toubon de 1994, la publicitat comercial pot utilitzar les llengües regionals, sempre ha d'utilitzar també el francès. Des de 1882, data en què la Tercera República va instaurar l'educació primària universal, l'ús de les llengües regionals va ser durament reprimit, amb l'objectiu de crear unitat nacional. Amb aquesta política, el francès s'ha imposat a la resta de llengües regionals i variants lingüístiques que es parlen arreu del territori francès. Tot i que no gaudeixen de cap reconeixement oficial, algunes d'aquestes llengües s'ensenyen en les escoles públiques com a segona llengua optativa—com és el cas del català al departament dels Pirineus Orientals—i a les universitats. La immigració ha portat moltes llengües estrangeres, en especial l'àrab.
El 1999, un projecte encomanat pel govern francès identificà 75 llengües que qualificarien per al reconeixement en la ratificació de la Carta Europea de les Llengües Regionals o Minoritàries, de les quals 24 són autòctones a la metròpoli, i les altres són dels territoris d'ultramar. El Consell Constitucional, tanmateix, bloquejà la signatura de la Carta, en argumentar que contradeia la provisió constitucional de la Cinquena República que establia que el francès era la llengua de la República. Tot i que el govern no els ha donat l'estatus d'oficialitat, la Delegació General de la Llengua Francesa, va adquirir la funció addicional d'observar i estudiar les "llengües de França", i el seu títol ha esdevingut la "Delegació General de la Llengua Francesa i les Llengües de França". Més recentment, en la llei de revisió constitucional del juliol 2008, el 75è article de la constitució va ser modificat, en un primer intent per a reconèixer la diversitat lingüística de l'Estat i ara estableix "les llengües regionals pertanyen al patrimoni de França". Malgrat tot, les llengües regionals estan minvant ràpidament.

### Religió

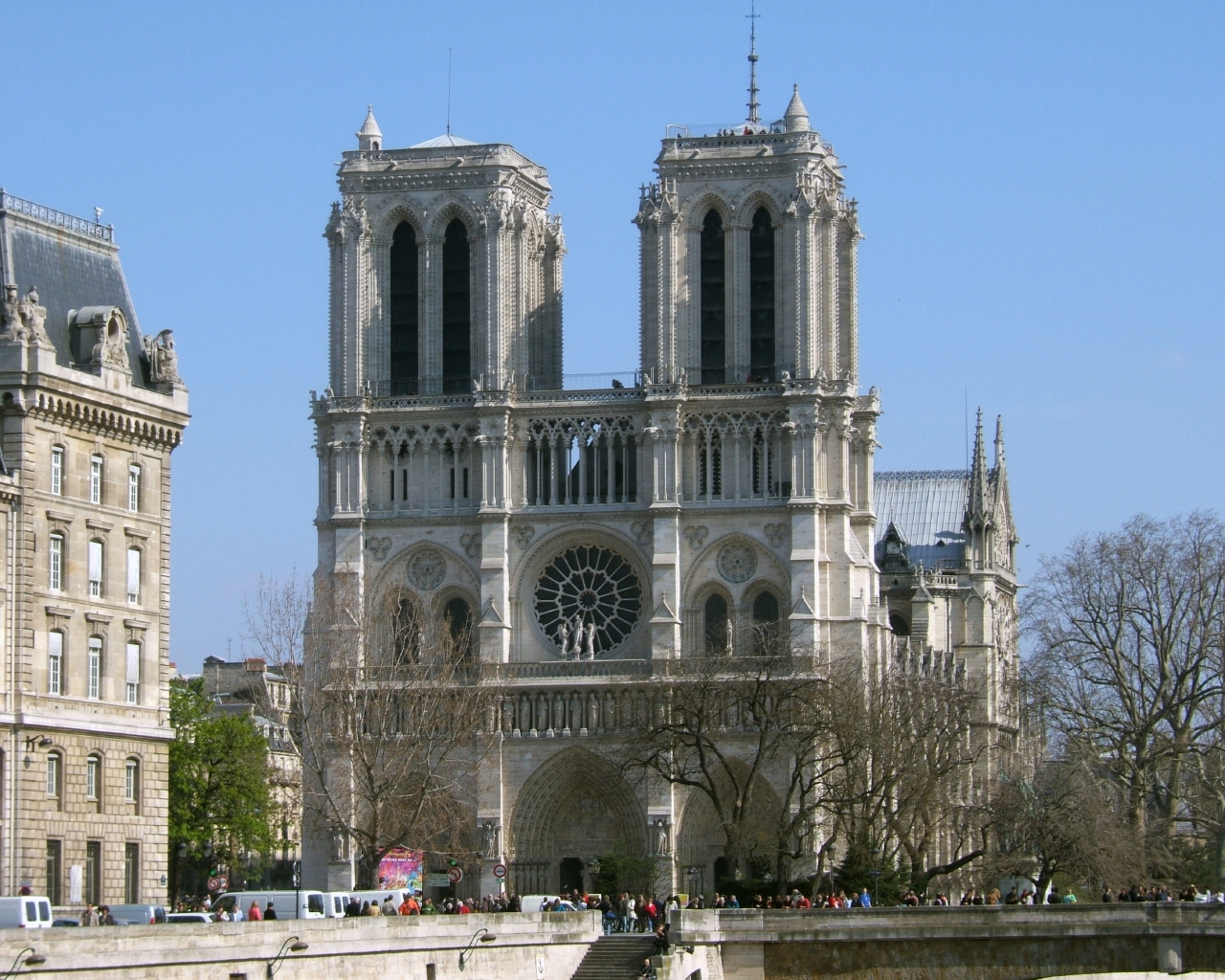
Catedral de Notre Dame, a París.

França és un estat laic; la llibertat religiosa és un dret constitucional. Segons el concepte de laïcitat francès, vigent des de 1905, el govern té la prohibició legal de reconèixer cap "religió", però reconeix les "organitzacions religioses", sense esmentar res de la doctrina religiosa. Les organitzacions religioses, al seu torn, no han d'intervenir en la política i el govern francesos.
D'acord amb l'enquesta de l'Eurobaròmetre, el 2010 el 44% va respondre que és cristià (41% va dir ser catòlic, 2% protestant i 1% d'altres cristians), el 29% s'identifica com agnòstic o no creient, el 13% com a ateu, 2% com musulmà, 1% com budista mentre el 4% va dir ser una altra religió i el 7% no va respondre l'enquesta. Una enquesta prèvia del Eurobaròmetre el 2005, el 34% dels ciutadans francesos van respondre que "creien en l'existència d'un déu", mentre que el 27% va respondre que "creien en l'existència d'algun esperit o força de vida"; el 33% negava l'existència de qualsevol deïtat, esperit o força de vida. Tot i que només l'1% dels francesos són jueus, la comunitat jueva és la més gran d'Europa, amb 600.000 adherents. El nombre total de musulmans varia segons la font, tot i que el Ministeri de l'Interior va estimar el nombre total entre 5 i 6 milions.
| Religió                                                         | % dins la població francesa (2010) | % dins la població francesa (2010) |
| --------------------------------------------------------------- | ---------------------------------- | ---------------------------------- |
| Cristians (catòlics 41%, protestants 2%, "altres cristians" 1%) | 44                                 |                                    |
| Irreligiosos / Agnòstics                                        | 29                                 |                                    |
| Ateus                                                           | 13                                 |                                    |
| Islàmics                                                        | 2                                  |                                    |
| Budistes                                                        | 1                                  |                                    |
| Altres                                                          | 4                                  |                                    |
| No ho saben, no contesten                                       | 7                                  |                                    |

### Educació
L'educació francesa està centralitzada i dividida en tres etapes: primària, secundària i superior.
- L'educació primària i secundària són predominantment públiques gestionades pel Ministeri d'Educació Nacional.
- L'ensenyament superior es divideix entre les universitats públiques i les prestigioses i selectives Grans Écoles. Traient aquestes últimes, França és coneguda per la seva educació superior assequible.[22]

Actualment, França és un dels països europeus que disposa de més beques per a estudiants, concedides per institucions públiques i privades que cobreixen tot tipus de nivells i assignatures de grau.

## Política i govern

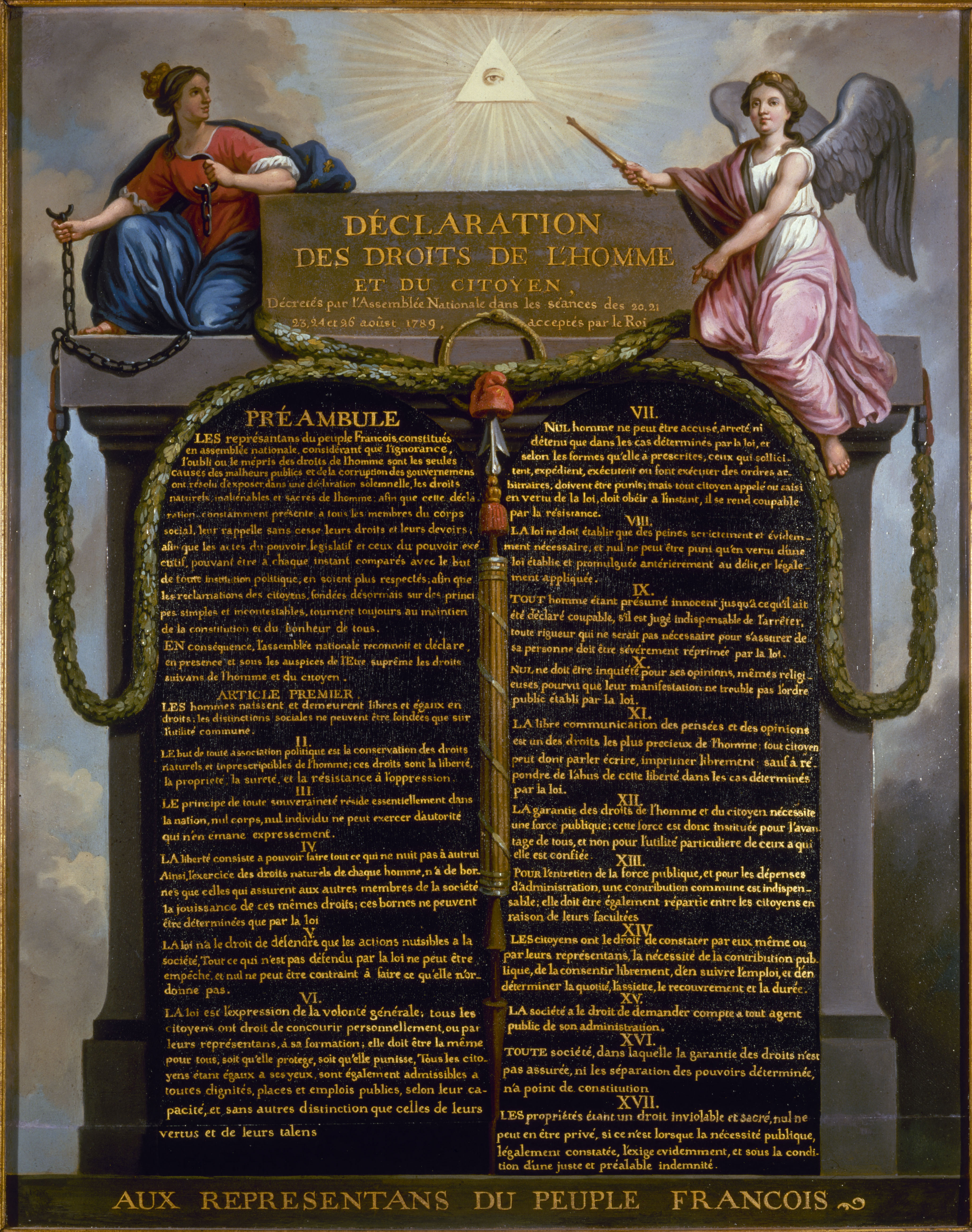
La República Francesa es va fundar sobre la Declaració dels drets de l'home i del ciutadà de 1789.

França és una república unitària, "indivisible, laica, democràtica i social" amb un règim semipresidencial, segons la constitució de la Cinquena República aprovada per referèndum el 28 de setembre, 1958. El poder executiu es divideix en dos:
- el president de la República, cap d'Estat, electe per sufragi universal, per un mandat de cinc anys; i
- el govern, encapçalat pel primer ministre; designat pel president, sovint el líder del partit o coalició amb més representació a l'Assemblea Nacional.

Abans de 1962, el President de la República Francesa era elegit per mitjà del sufragi universal indirecte d'un ampli col·legi electoral. Aquest col·legi electoral havia estat ampliat per evitar la preponderància del poder legislatiu sobre el poder executiu, que s'havia produït durant la Quarta República Francesa i que havia provocat el bloqueig de les institucions. El novembre de 1962, el president de la República va demandar, per referèndum que fos elegit per sufragi universal directe, utilitzant l'article 11 de la constitució i no l'article 89. L'article 11 permet sotmetre a referèndum les lleis sobre els poders públics i l'organització de les institucions o fins i tot els tractats internacionals, mentre que l'article 89 permet sotmetre una revisió constitucional al poble només després de l'acord parlamentari o congressista. Amb aquest esdeveniment el govern de Pompidou va ser deposat per una moció de censura.
En la constitució de la Cinquena República, el poder executiu va ser reforçat en detriment del poder legislatiu. El president va adquirir poders com ara el dret a la dissolució de l'Assemblea Nacional (article 12 de la constitució), el dret a sotmetre al poble un referèndum (article 11 de la constitució), el poder de nomenar el Primer ministre (article 8 de la constitució) o fins i tot el dret de donar un missatge al Parlament (article 18 de la constitució). Quant al govern, el president determina i dirigeix la política de la nació. Disposa igualment del poder reglamentari que el permet aplicar lleis. Fixa, també, 3/4 de les ordres del dia de l'Assemblea nacional. Després de la reforma constitucional del 2001, el President de la República n'és elegit per cinc anys per sufragi universal directe. La pena de mort a França es va abolir l'any 1981, convertint-se així l'últim Estat de la Comunitat Europea en fer-ho, i encara queden partits polítics a favor de restablir-la.
El poder legislatiu recau sobre el Parlament de França, un cos legislatiu bicameral compost per:
- l'Assemblea Nacional (Assemblée Nationale en francès), integrat per 577 diputats, representants de circumscripcions locals i electes per un mandat de cinc anys; i
- el Senat, integrat per 348 membres, electes per un col·legi electoral per un mandat de sis anys.

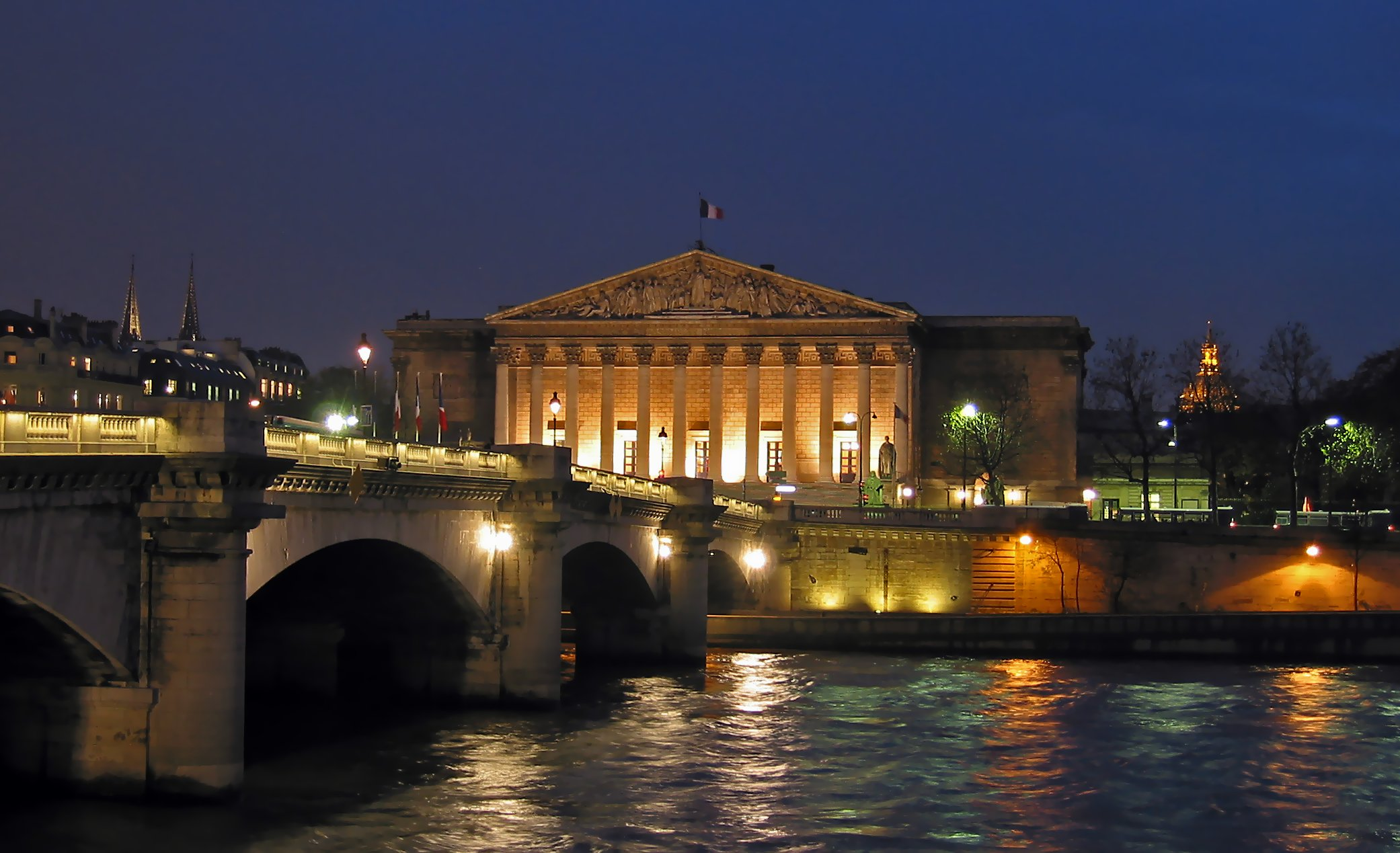
Palau Borbó, seu de l'Assemblea Nacional.

L'Assemblea Nacional té el poder de destituir el gabinet o govern executiu amb una moció de censura. Per això, el primer ministre i el seu gabinet de ministres són determinats pel partit o coalició de partits amb majoria a l'Assemblea. Si el president de la República i la majoria de l'Assemblea són de partits diferents, hi ha una "cohabitació". Els francesos a l'estranger són representants per l'Assemblea dels Francesos de l'Estranger.
Els senadors són elegits indirectament per aproximadament 150.000 "grans electors" (grands électeurs), que són principalment càrrecs electes locals. Entre els grans electors hi ha consellers regionals, consellers de departament, batlles, consellers municipals i llurs delegats, i els diputats de l'Assemblea Nacional. Aquest sistema introdueix un biaix en la composició del Senat, ja que afavoreix les àrees rurals. Els poders legislatius del Senat són limitats; quan no hi ha cap acord entre les cambres, l'Assemblea Nacional té l'última paraula, llevat dels casos de les lleis constitucionals i lleis orgàniques.

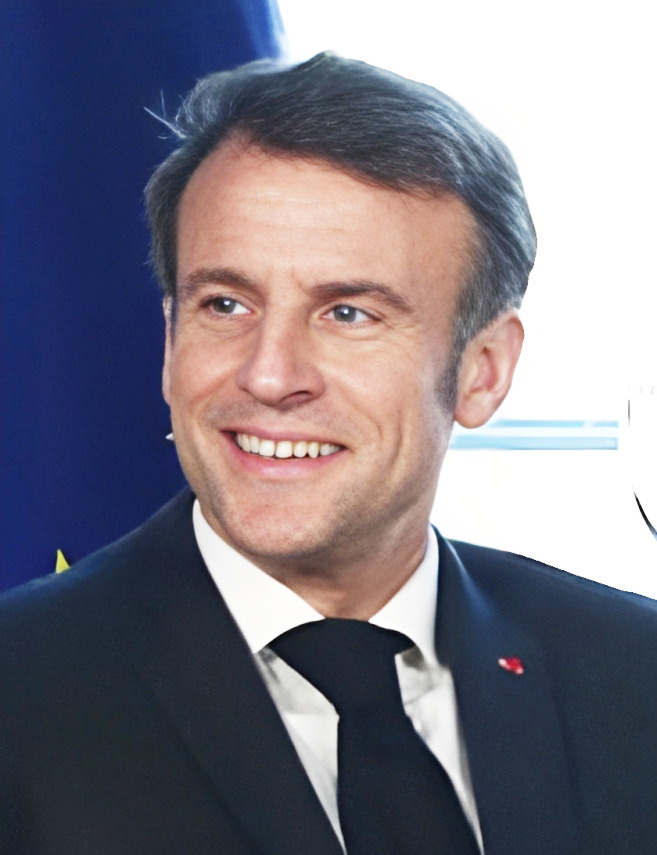
Emmanuel Macron, president de la República Francesa.

La judicatura està integrada per diverses corts. Els casos civils són jutjats per les Corts de Gran Instància (Grande instance) i els Tribunals d'Instància (Tribunaux d'instance). Els casos criminals són jutjats pels Tribunals Correccionals (Tribunaux correctionnels) i els Tribunals de Policia (Tribunaux de police). Totes les decisions finals d'aquestes corts i tribunals poden dirigir-se a una de les trenta-cinc Corts d'Apel·lació. A més, totes aquestes corts i tribunals són controlades per la Cort de Cassació, així com les altres corts professionals especialitzades. La Cort de Justícia de la República (Cour de Justice de la République), és la cort pels casos d'alta traïció, integrada per membres de l'Assemblea Nacional i alguns senadors, la qual jutja els casos relacionats amb el president i els ministres.
Paral·lelament a la judicatura, existeix una jerarquia de corts administratives, controlades pel Consell d'Estat, la qual examina els casos d'apel·lació. El Consell d'Estat, té un cert control sobre el govern i l'administració en assegurar que les accions es conformen a la llei.
No obstant això, ni la judicatura ni les corts administratives dictaminen els casos relacionats amb la constitució, tasca que pertany al Consell Constitucional. El Consell examina les lleis per determinar llur concordança amb la constitució, abans de llur promulgació, en el cas de les lleis orgàniques, o per petició del President de la República, el President del Senat, el President de l'Assemblea Nacional, el Primer Ministre; o per petició de seixanta senadors o seixanta diputats.

## Economia
L'economia francesa està en una transició d'una economia rica i moderna en què el paper del govern i la intervenció eren significatives a una amb més participació de les empreses privades i que funciona segons els mecanismes de mercat. El govern ha privatitzat parcialment o totalment moltes companyies de béns i serveis; hi ha participació privada en algunes empreses importants com ara Air France, Renault, i Thales, tot i que el govern encara manté un control significatiu en els sectors energètic, del transport públic i de la indústria de la defensa. França promou el capitalisme, però busca assolir la igualtat social per mitjà de la legislació, les polítiques tributàries, i la despesa social, per reduir la disparitat de la renda. Com a membre del G8, el grup de les nacions més industrialitzades, l'economia francesa és la vuitena més gran del món, amesurat en el seu Producte interior brut en paritat de poder adquisitiu, o la sisena en termes nominals. França és el cinquè exportador de béns i el quart exportador de serveis més gran del món. Tot i així, la balança comercial va tenir un dèficit de 53.400 milions de dòlars el 2007. El principal índex borsari francès és el CAC 40.
L'Organització per a la Cooperació i el Desenvolupament Econòmic, de la qual França és membre, va reportar, el 2005, que, entre els països del G8, França encapçala la llista en productivitat (en PIB per hores treballades). Tot i així, el PIB per capita de França és 30% inferior al dels Estats Units, efecte atribuïble al percentatge de la població activa; el 2004, el 68,8% de la població entre els 15 i els 64 anys treballava, en comparació amb el 80% al Japó, el 78,9% al Regne Unit, el 77,2% als Estats Units i el 71% a Alemanya. El 2007, el govern va iniciar una reforma laboral. La càrrega tributària francesa és una de les més elevades d'Europa, a prop del 20% del PIB el 2005. Amb 82 milions de turistes el 2007, França és el primer destí turístic del món.

## Història
En llatí, Francia designava la regió del nord d'Europa, poblada, o sobretot dominada per un poble guerrer de les tribus germàniques que s'anomenaven a si mateixos els francs. Hi ha diverses teories sobre l'origen del terme. Una suggereix que es deriva del protogermànic frankon, que es tradueix com a javelina o llança. Una altra teoria suggereix que en una antiga llengua germànica franc significava "lliure" (origen de la paraula catalana "franc"), tot i que una d'altra proposta que és el mot "franc" el que es deriva de la designació del poble germànic, atès el seu estatus com a poble lliure durant l'Imperi Romà. De fet, des dels segles iii al IV els romans ja tenien contactes amb els francs, els quals s'enllistaven com a mercenaris en llur exèrcit molt abans de les grans invasions germàniques pròpiament dites. Durant el període de la dinastia carolíngia, el territori del poble franc va ser denominat Franchonolant (Frenkenland), mentre que el territori del poble gal·loromà va ser denominat Uualholant (Welschland). El 1204, la paraula Francia va designar, per primera vegada, el territori sobre el qual s'exercia l'autoritat del "rei dels francs", que començava a anomenar-se, esporàdicament, rex Francie.
Els límits territorials de la França moderna són bastant semblants als de l'antic territori de la Gàl·lia, habitada pels gals, un poble celta. La Gàl·lia fou conquerida pels romans al segle primer aC, i els gals van adoptar la llengua i la cultura romàniques. El cristianisme també hi va arrelar en els segles segon i tercer de la nostra era. Les fronteres orientals de la Gàl·lia vora el Rin foren traspassades per tribus germàniques al segle IV, principalment pels francs, dels quals deriva el nom del país; la França (o Illa de França) fou un domini feudal dels reis Capets francesos al voltant de París.

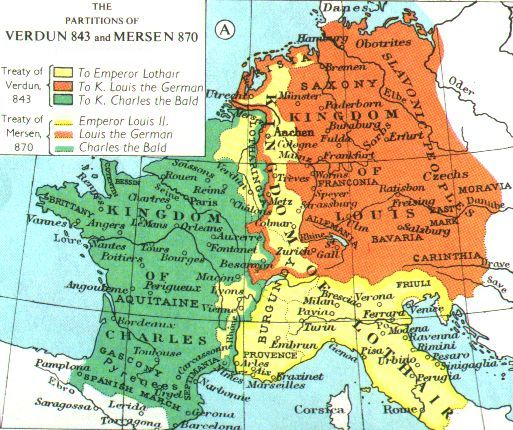
Divisió de l'imperi Carolingi pels tractats de Verdun (843) i Meerssen (870).

Encara que l'inici de la monarquia francesa sovint remunta al segle v, l'existència continuada de França com a entitat autònoma comença amb la divisió de l'imperi Franc de Carlemany en dues parts, oriental i occidental, al segle ix. La part oriental donaria origen al que ara és Alemanya, mentre que la part occidental és a l'origen de França.
Els descendents de Carlemany van governar França fins al 987, quan Hug Capet, duc de França i comte de París, fou coronat Rei de França. Els seus descendents, que inicien la dinastia dels Capets, governarien el Regne de França fins al 1792, quan la Revolució Francesa va establir la Primera República Francesa, en un període de transformacions radicals que va començar el 1789.
Napoleó Bonaparte va agafar el control de la República el 1799, de la qual se'n va proclamar Primer Cònsol. Els seus exèrcits van participar en diverses guerres arreu d'Europa, van conquerir diversos països i van establir nous reialmes encapçalats per membres de la família de Napoleó. Arran de la seva derrota el 1815, la monarquia francesa fou restablerta, la qual més endavant va ser abolida legislativament i seguida per una Segona República el 1848. Aquesta segona república va finalitzar quan l'últim nebot de l'Emperador, Lluís Napoleó Bonaparte, en fou elegit President i va proclamar un Segon Imperi el 1852. No tan ambiciós com el seu oncle, el segon Napoleó també fou finalment destronat, i el règim republicà va tornar durant la Tercera República (1870).
Si bé al final resultà vencedora tant a la Primera Guerra Mundial com a la Segona, França ha patit pèrdues significatives tant en el seu territori colonial (Imperi colonial francès) com en el seu estatut econòmic, de força de treball i com a nació dominant. Des de 1958, s'ha fet a la mida una democràcia semipresidencial (coneguda com la Cinquena República) que no ha sucumbit a la inestabilitat que van experimentar els règims anteriors, de natura més de tipus parlamentari.
Després de la inestabilitat política i les manifestacions nacionalistes a Algèria, el govern de Pflimlin va ser deposat. El Parlament va demandar al general de Gaulle a prendre la direcció del país, per evitar una eventual guerra civil. De Gaulle es va convertir en President del Consell el juny de 1958, amb poders plens i amb la tasca de redactar una constitució que establís la Cinquena República. En va ser elegit president el desembre del mateix any.
De Gaulle va utilitzar en diverses vegades el referèndum principalment el referèndum que va decidir que l'elecció del president de la República es faria per mitjà del sufragi universal. El 1965, en la primera elecció amb sufragi universal directe, de Gaulle va ser reelegit amb el 55% dels vots contra el 45% del seu adversari François Mitterrand.
El maig francès de 1968 van començar les manifestacions estudiantils (moviment que després s'estendria a altres regions del món) van concentrar els partits d'esquerra, sacsejant el règim de De Gaulle. Després d'una manifestació pro-de Gaulle als Camps Elisis li van donar un nou suport. El 1969, però, el govern de Gaulle va llançar un referèndum sobre la creació de 21 regions amb poders polítics limitats i sobre la transformació del Senat en una cambra corporativa. Amb el «no» del referèndum, de Gaulle va renunciar.
Els seus successors van ser el gaullista Georges Pompidou (1969-1974), el republicà independent Valéry Giscard d'Estaing (elegit el 1974), el socialista François Mitterrand (elegit el 1981 i reelegit el 1988), i el neo-gaullista Jacques Chirac (elegit el 1995 i reelegit el 2002). El 2007 el president elegit és Nicolas Sarkozy i el 2012 és elegit president François Hollande.